# Artabotrys rhynchocarpus
Artabotrys rhynchocarpus C.Y.Wu – gatunek rośliny z rodziny flaszowcowatych (Annonaceae Juss.). Występuje endemicznie w południowo-zachodnich Chinach, w południowo-zachodniej części Junnanu. 

## Morfologia
PokrójZimozielony krzew dorastający do 10 m wysokości. Ma pnące pędy, młodsze są owłosione.
LiścieMają kształt od podłużnego do podłużnie lancetowatego. Mierzą 8–13 cm długości oraz 3–4 cm szerokości. Są mniej lub bardziej owłosione od spodu. Nasada liścia jest klinowa. Wierzchołek jest spiczasty. Ogonek liściowy jest owłosiony i dorasta do 3–5 mm długości.
OwoceTworzą owoc zbiorowy. Mają elipsoidalny kształt. Osiągają 4,5–5 cm długości oraz 1,5–2 cm średnicy.

## Biologia i ekologia
Rośnie w gęstych lasach. Występuje na wysokości do 1200 m n.p.m. Kwitnie od sierpnia do września, natomiast owoce pojawiają się w październiku.